# Liste der Monuments historiques in Seranville
Die Liste der Monuments historiques in Seranville führt die Monuments historiques in der französischen Gemeinde Seranville auf.

## Liste der Objekte
| Bezeichnung       | Beschreibung                                                                                          | Standort                      | Kennzeichnung | Schutzstatus | Datum | Bild |
| ----------------- | --- | ----------------------------- | ------------- | ------------ | ----- | ---- |
| Hauptaltar        | Altartisch, Altaraufbau und Tabernakel; Marmor, Kupfer, vergoldet, zweite Hälfte des 18. Jahrhunderts | in der Kirche St-Epvre (Lage) | PM54000850    | Classé       | 1981  |      |
| Zwei Seitenaltäre | jeweils Altartisch und Retabel; Holz, vergoldet, Ende des 18. Jahrhunderts                            | in der Kirche St-Epvre (Lage) | PM54001908    | Inscrit      | 1985  |      |